# 조선중앙통신사
조선중앙통신사(朝鮮中央通信社, 영어: Korean Central News Agency, KCNA)는 조선민주주의인민공화국의 국영 통신사로 최대의 보도 기관이다. 대한민국의 연합뉴스와 비슷한 기관이다.『조선중앙방송』이나『로동신문』등의 언론기관에 정보를 전달하는 동시, 세계 각지의 보도 기관에 당국에 대한 기사들을 전달하고 있다. 조선민주주의인민공화국에서는 조선중앙통신 기자의 질문에 각 부문 대변인이 대답하는 문답형의 논조를 취한다.
1946년 12월 5일 북조선인민위원회 제60차 상무위원회의 결정에 따라 설립되어 북조선통신사(北朝鮮通信社)라는 이름으로 시작했다가 1948년 10월 12일에 조선중앙통신사로 개칭하였다. 《조선중앙연감》과 《국제상식》을 출판하고 있으나, 국제상식은 1998년부터 출판이 중지되었다. 조선중앙연감은 1948년부터 발간하기 시작하였으며, 조선중앙통신사에서 보도한 뉴스들을 모아 발행한 것이다.
조선중앙통신은『재일본조선인총련합회』에서 운영하고 있는 『조선통신사』와 교류하고 있다. 이 통신사는 김일성 국가 주석의 지시로 사건, 사고들을 보도하지 않는 것으로 알려져 있으나, 지난 2004년에 룡천역 폭발 사고를 보도하였던 것으로 알려져 있다.
조선중앙통신사에서는 2010년 10월 10일에 영어와 스페인어를 서비스를 하는 인터넷 홈페이지를 개설했으며, 한글판은 2011년 1월부터 운영하기 시작했다. 이 사이트는 .kp를 주소로 하는 사이트 중에서 가장 오래되었다. 이 사이트는 본사의 기자들이 올린 사진과 글, 동영상과 음악파일들을 제공하고 있다.

## 같이 보기
- 조선중앙방송
- 평양방송
- 조선통신
- 민주조선
- 연합뉴스
- YTN
- 뉴스1
- 뉴시스